# 長鬚盲高原鰍
長鬚盲高原鰍（學名：Triplophysa longibarbata）為輻鰭魚綱鯉形目條鰍科高原鰍屬的其中一種。分布於亞洲中國貴州省荔波縣溶洞，本魚體延長且側扁，無眼，口下位，上下唇布滿乳突，具觸鬚3對，體無鱗片，側線完全，尾鰭叉形，上葉略長，胸鰭平直，體色為淡粉紅色，魚鰭透明，背鰭軟條11枚；臀鰭軟條7－8枚，體長可達5.5公分，棲息在洞穴底層水域，生活習性不明。

## 扩展阅读
維基物種上的相關：長鬚盲高原鰍